# جيمس مارتن (لاعب كريكت)
جيمس مارتن (بالإنجليزية: James Martin)‏ (25 فبراير 1851 في أستراليا - 22 أكتوبر 1930) هو لاعب كريكت أسترالي. لعب مع فريق تسمانيا للكريكت.

## وصلات خارجية
- جيمس مارتن (لاعب كريكت) على موقع إي آس بي آن كريك إنفو (الإنجليزية)